# Josef Protschka
Josef Protschka (Prague, 5 février 1944) est un chanteur d'opéra, de lied et d'oratorio, ainsi qu'un professeur de chant. Entre 2002 et 2009, il est recteur de la Hochschule für Musik und Tanz Köln (Cologne).

## Biographie
Protschka grandit en  Rhénanie. En 1956, à l'âge de 12 ans, il chante en tant que soprano, les parties vocales de la composition électronique de Karlheinz Stockhausen, Gesang der Jünglinge. Un an auparavant, il avait déjà chanté les élèves dans Der Jasager de Weill, lors de l'enregistrement de l'œuvre pour le label MGM.
Il étudie la philologie, la philosophie et la littérature allemande et travaille en tant que journaliste ainsi que pour l'éducation des adultes, mais bientôt se consacre exclusivement à sa carrière de chanteur. Ses premiers engagements lyriques et comme un jeune ténor, le conduisent vers Giessen et Saarbrücken, d'où il déménage pour s'installer à Cologne. Sa notoriété internationale débute lors de ses débuts au Festival de Salzbourg, au Wiener Staatsoper, à La Scala, au Semperoper de Dresde, au Staatsoper de Hambourg, à l'Opernhaus de Zurich, à l'opéra de La Monnaie à Bruxelles, au Covent Garden de Londres ainsi que d'autres opéras d'Europe. Au fil des ans, il enregistre environ cinquante disques, productions télévisées et de radio, et Protschka remporte des prix internationaux.
Dans les années 1990 est professeur d'université à Copenhague, Cologne et Aachen. Des classes de maître le conduisent dans tous les pays européens. En 2002 il est nommé recteur de la Hochschule für Musik Köln tout en poursuivant son activé d'enseignant. Protschka poursuit son activité de récitaliste, de concertiste, de mise en scène. Il est membre de jury lors de concours internationaux et développe un studio pour l'interprétation vocale (Studio für vokale Interpretation ou SVI).